# Ballenhausen
Ballenhausen ist ein Ortsteil der Gemeinde Friedland im niedersächsischen Landkreis Göttingen.

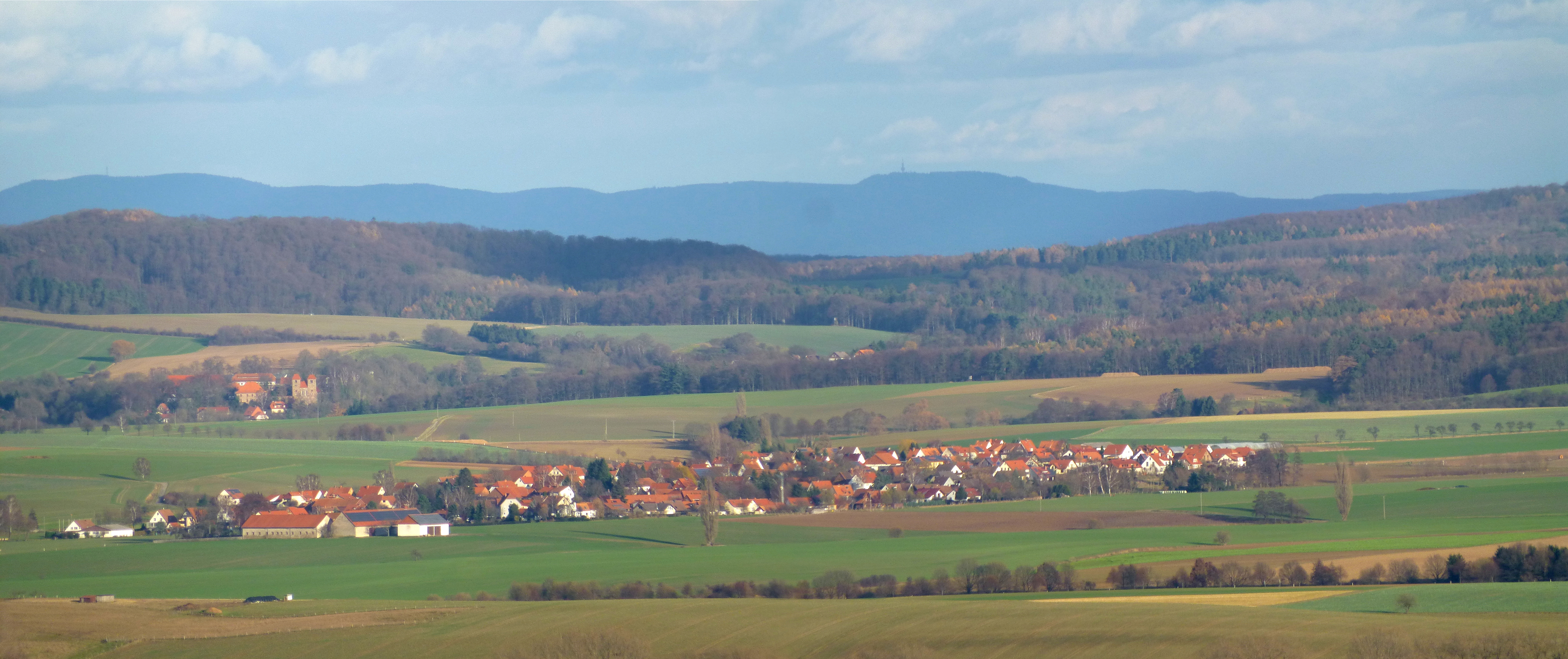
Ortsansicht von Südwesten

## Lage
Ballenhausen liegt im östlichen Bereich der Gemeinde, 5 km nordöstlich vom Ortskern Friedland entfernt. 637 Einwohner leben auf einer Fläche von 7,19 km². Der Ort liegt östlich des Göttinger Leinegrabens und der Bundesstraße 27 und westlich des Reinhäuser Waldes auf einer Höhe von 182 bis 205 m ü. NN, er ist durch die Kreisstraße 21 an die Bundesstraße bei Stockhausen und an das nordöstlich gelegene Reinhausen angebunden. Der Mainebach verläuft am Nordrand des Ortes, am Südrand des Ortskerns der Rhienbach; beide fließen am westlichen Ende des Ortes zusammen und bilden den Ahrenbach, der bei Stockhausen in die Leine mündet. Die Ortsstruktur des Ortskerns Ballenhausens als Haufendorf ist unregelmäßig und kleinteilig. Im 20. und 21. Jahrhundert wurden insbesondere im Osten des Ortes Neubaugebiete angelegt.

## Geschichte
Die erste urkundliche Erwähnung des Ortes wird meistens auf das Jahr 1109 angesetzt, in diesem Jahr soll ein Unico de Ballenhusen erwähnt worden sein. Im Niedersächsischen Ortsnamenbuch wird eine Urkunde des Jahres 1101 (1111–1119), die diesen Namen enthält, als Fälschung des 13. Jahrhunderts angegeben. Die Geschichte des Dorfes ist spätestens seit dem Spätmittelalter durch die Besitzungen der Herren von Bodenhausen eng mit der des wüstgefallenen, östlich angrenzenden Bodenhausen und dessen Burg verbunden. Allerdings soll sich bereits im 12. Jahrhundert eine adlige Familie derer von Ballenhausen nach dem Dorf benannt und auf einer örtlichen Burg ihren Wohnsitz gehabt haben. Von dieser nicht mit der Burg Bodenhausen identischen Burg am Südwestrand des Ortes sollen im Jahr 1833 noch Gräben und ein Schutt- und Steinhaufen vorhanden gewesen sein. Das Geschlecht derer zu Ballenhausen ging im 13. Jahrhundert eine Verbindung mit den adligen Herren von Hardenberg ein, die fortan bis in das 14. Jahrhundert eine eigene Linie derer von Ballenhausen führten. Die Burg von Ballenhausen wird in schriftlichen Quellen nicht genannt und ist auch in neuerer Literatur im Gegensatz zur benachbarten Burg Bodenhausen nicht erwähnt.
Am 1. Januar 1973 wurde Ballenhausen in die Gemeinde Friedland eingegliedert.

### Ortsname
Frühere Ortsnamen von Ballenhausen waren in den Jahren 1101 Unicone de Ballenhusen, 1118 bis 1137 Balenhuserberche, 1135 Ballenhuson, 1152/53 bis 1156 Unoco de Ballinhuson und 1168 Ballenhusen. Das Grundwort ist „-hausen“. Woher sich das Wort „Ballo“ leitet, ist nicht sicher. Es könnte sich dabei um den Namen einer Person handeln. Möglicherweise ist auch ein Bezug zum Wort bald herzustellen.

## Politik

### Ortsrat
Der Ortsrat setzt sich aus fünf Ratsfrauen und Ratsherren folgender Parteien zusammen:
- Wählergemeinschaft „Wir für Ballenhausen“ (WfB): 5 Sitze

(Stand: Kommunalwahl am 12. September 2021)

## Bauwerke
Das Bild des Ortskerns ist von zweigeschossigen Fachwerkhäusern geprägt. Besonders auffällig ist der ehemalige Meierhof, dessen Fachwerk-Wohnhaus aus den Jahren 1801–02 mit einem Krüppelwalmdach mit dunkel glasierten Krempziegeln überdacht ist.
In der Nähe der Kirche befindet sich auch das Ehrenmal und der Thie.

### St.-Johannis-Kirche

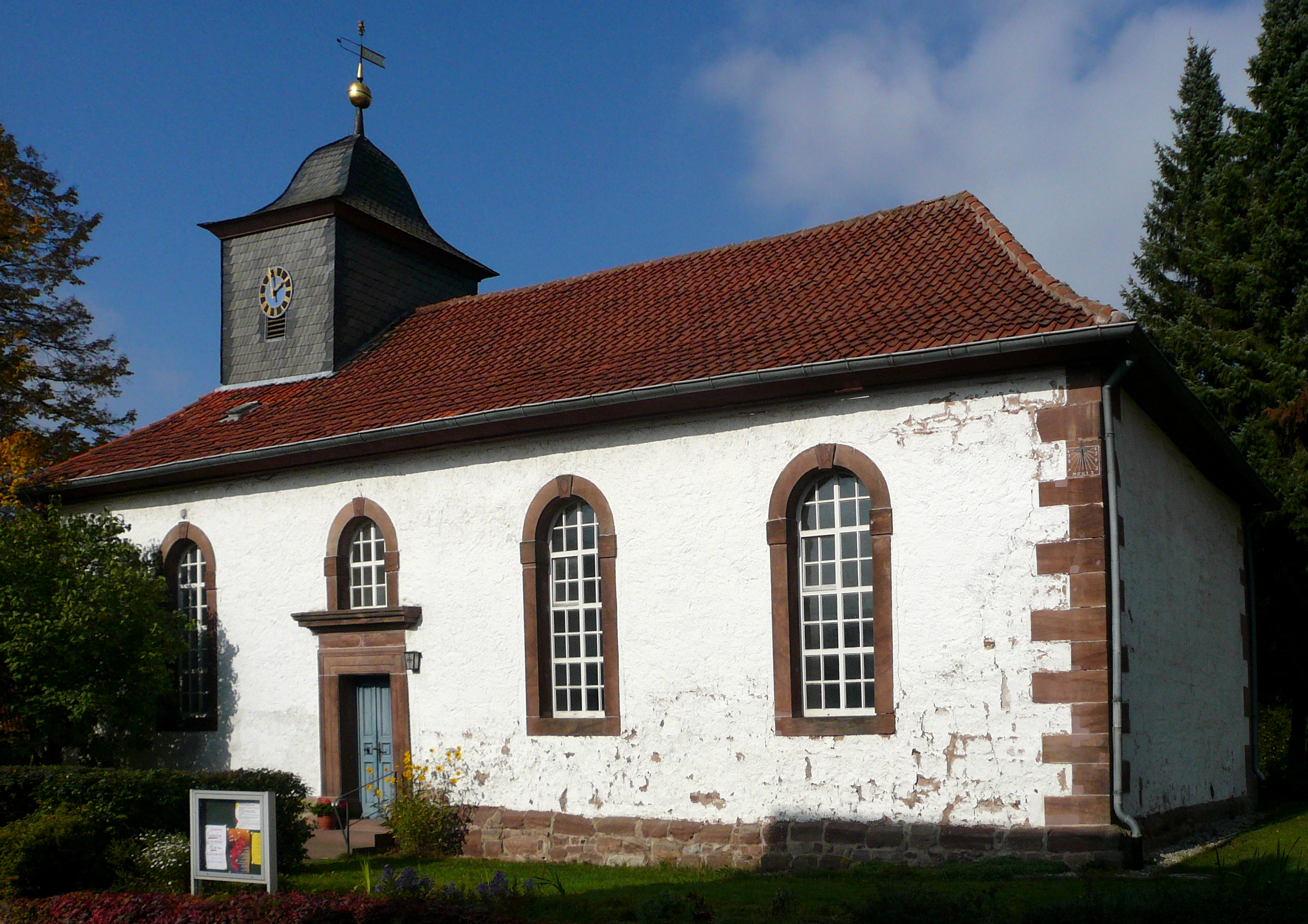
Ev. St.-Johannis-Kirche

Mittelpunkt des Dorfes ist die 1774 neu errichtete und 1777 eingeweihte evangelische St.-Johannis-Kirche. Die schlichte rechteckige Saalkirche ist aus verputztem Bruchsteinmauerwerk mit Sandsteinfassungen an den Ecken und den Rundbogenfenstern errichtet. Auf dem relativ flach geneigten Walmdach sitzt im Westen ein verschieferter Dachreiter, der durch seinen breiten Grundriss und die flache, geschwungene Haube etwas gedrungen wirkt. Im Innenraum befindet sich ein Kanzelaltar aus dem Spätbarock. Die Kirche wurde 1982 gründlich renoviert.

## Vereine
In Ballenhausen gibt es zahlreiche Vereine: BKC Ballenhäuser Karnevalsclub, DRK Ballenhausen, Freiwillige Feuerwehr Ballenhausen, Gemischter Chor, Schützenverein Ballenhausen, Sportverein Rot-Weiß Ballenhausen, BKC Ballenhäuser Karneval Verein und einen Tanzkreis.